# Albert Rakoto Ratsimamanga
Dans le nom malgache Ratsimamanga Albert Rakoto, le nom de famille précède le prénom, mais cet article utilise l’ordre habituel en français Albert Rakoto Ratsimamanga, où le prénom précède le nom.
 (mars 2023).
La mise en forme du texte ne suit pas les recommandations de Wikipédia : il faut le « wikifier ».
Les points d'amélioration suivants sont les cas les plus fréquents. Le détail des points à revoir est peut-être précisé sur la page de discussion.
- Les titres sont pré-formatés par le logiciel. Ils ne sont ni en capitales, ni en gras.
- Le texte ne doit pas être écrit en capitales (les noms de famille non plus), ni en gras, ni en italique, ni en « petit »…
- Le gras n'est utilisé que pour surligner le titre de l'article dans l'introduction, une seule fois.
- L'italique est rarement utilisé : mots en langue étrangère, titres d'œuvres, noms de bateaux, etc.
- Les citations ne sont pas en italique mais en corps de texte normal. Elles sont entourées par des guillemets français : « et ».
- Les listes à puces sont à éviter, des paragraphes rédigés étant largement préférés. Les tableaux sont à réserver à la présentation de données structurées (résultats, etc.).
- Les appels de note de bas de page (petits chiffres en exposant, introduits par l'outil «  Source ») sont à placer entre la fin de phrase et le point final[comme ça].
- Les liens internes (vers d'autres articles de Wikipédia) sont à choisir avec parcimonie. Créez des liens vers des articles approfondissant le sujet. Les termes génériques sans rapport avec le sujet sont à éviter, ainsi que les répétitions de liens vers un même terme.
- Les liens externes sont à placer uniquement dans une section « Liens externes », à la fin de l'article. Ces liens sont à choisir avec parcimonie suivant les règles définies. Si un lien sert de source à l'article, son insertion dans le texte est à faire par les notes de bas de page.
- La présentation des références doit suivre les conventions bibliographiques. Il est recommandé d'utiliser les modèles {{Ouvrage}}, {{Chapitre}}, {{Article}}, {{Lien web}} et/ou {{Bibliographie}}. Le mode d'édition visuel peut mettre en forme automatiquement les références.
- Insérer une infobox (cadre d'informations à droite) n'est pas obligatoire pour parachever la mise en page.

Pour une aide détaillée, merci de consulter Aide:Wikification.
Si vous pensez que ces points ont été résolus, vous pouvez retirer ce bandeau et améliorer la mise en forme d'un autre article.
Pour les articles homonymes, voir Ratsimamanga.
Albert Rakoto Ratsimamanga, né le 28 décembre 1907 à Tananarive et mort le 16 septembre 2001, est un scientifique malgache, Andriana Il est le petit-fis du Prince Ratsimamanga (exécuté en 1897) qui est un conseiller et oncle utérin de la Reine Ranavalona III.
Il a fondé en 1934, l'association des étudiants d'origine malgaches, il est aussi cofondateur du Mouvement démocratique de la rénovation malgache en 1947 (un mouvement de lutte contre l'ordre colonial)
Il est le fondateur avec sa femme Suzanne, Pierre Boiteau et Raymond William Rabemananjara entre autres, de l'Institut malgache de recherches appliquées (IMRA) renommé « Fondation Albert et Suzanne Rakoto Ratsimamanga » et reconnue d'utilité publique par le Conseil de gouvernement le 2 octobre 2012. La création de l'institut fut rendue possible grâce aux retombées financières d'un médicament cicatrisant, le Madécassol, qu'ils tirèrent de la plante Centella asiatica. Il est également un des cinq premiers scouts malgaches.
L'IMRA  à des départements de recherche à savoir :
-le laboratoire de biotechnologie végétale 
-le laboratoire de phytochimie et contrôle qualité 
-le laboratoire de pharmacognosie appliquée 
-le laboratoire d'évaluation pharmaco-clinique 
-le laboratoire pharmacologie experimentale
-le laboratoire agronomie de développement durable

L'IMRA a été très connu à Madagascar pendant la période de la crise sanitaire liée au COVID 19 car il a pu produire un remède traditionnel amélioré pour prévenir et guérir le coronavirus. Il s'agit en fait du covid_organics (CVO) ou tambavy CVO, lancé le 20 avril 2020 au siège de L'IMRA, composé d'Artemesia et d'autres plantes endémiques à Madagascar.

## Cursus universitaire
- Docteur en sciences (Paris)
- Docteur en médecine (Paris)
- Diplômé de l'Institut de médecine exotique (Paris)
- Ancien élève de l'Institut Pasteur de Paris
- Ancien élève de l'École des hautes études internationales
- Correspondant de l'académie de médecine (France)
- correspondant de l'académie des sciences (institut de France) , l'académie des Sciences d'Outre-mer, l'académie malgache, l'académie des sciences du Tiers-Monde(Énergie atomique), académie des sciences de Rome, académie du monde latin, Américan Society of pharmacology, de l'association des Écrivains d'expression française d'Outre-mer[5].

## Autres
- Ambassadeur de Madagascar en France de 1960 à 1972
- Ambassadeur de Madagascar en Allemagne de 1961 à 1963[6]
- Président de l'alliance Française à Madagascar (1960-1982)
- Maître de recherche au Centre National de la recherche scientifique (1940—1957)[5]
- The World Academy of Sciences Académie des sciences d'outre-mer

## Distinctions

### Distinctions honorifiques
Distinctions honorifiques
- Grand-croix 1re classe de l'ordre national Malagasy ( Madagascar)
- Grand-croix 1re classe de l'ordre du Mérite de la République fédérale d'Allemagne ( Allemagne)
- Grand officier de la Légion d'honneur ( France)
- Grand-Croix de l’Empire Céleste
- Grand Officier de l’Ordre du Mérite Scientifique
- Grand Officier de l’Ordre national du Lion du Sénégal ( Sénégal)
- Commandeur de l’Ordre des Palmes Académiques
- Commandeur de l’Ordre National du Congo-Brazzaville
- Médaille des Engagés Volontaires

### Récompenses
- Lauréat de la Faculté de Médecine de Paris (Thèse: Médaille d’argent)
- Lauréat de l’Institut de France
- Lauréat de l’Académie de Médecine (Paris)
- Lauréat de la Société de Chimie Biologique
- Lauréat de la Société de Biologie (Paris)
- Médaille d’or d’Art, Sciences et Lettres de Paris
- Commandeur de l’Ordre du Mérite pour la Recherche et l’Invention (France)
- Médaille d’encouragement au Bien (France)
- Croix d’Or du Mérite Civique (France)
- Commandeur du Mérite Scientifique (France)
- Elu « Homme du Siècle » pour Madagascar (30 décembre 1999)
- Docteur honoris causa de l'université Cheikh-Anta-Diop (1973)[8]

## Principaux ouvrages
- Tache pigmentaire héréditaire et origine des malgaches, Thèse de Doctorat en Médecine, extrait paru dans : "Revue anthropologique", (50e année, janvier-mars 1940) No 1-3.
- Acide ascorbique et travail musculaire, Chatenay, 140 pages, Éditions Paris
- Les plus beaux écrits de l'union française, Paris, 240 pages, Éditions de la Colombe
- Acide ascorbique, Paris, 250 pages, Hermann et Cie Éditions
- Histoire des Littératures Encyclopédiques de la Pléiade, littérature orale, vol. Éditions Gallimard, Paris, 1940
- La vitamine C, Encyclopédie Médico-chirurgicale (1958)
- Les triterpénoïdes en chimie physiologie végétale et thérapeutique, 1 385 pages, Éditions Gauthier-Villars Paris-Churchill London
- Nouveaux catalogues des plantes médicinales malgaches (noms scientifiques et vernaculaires de 43 600 espèces (268 pages) un volume de 1972)
- Éléments de pharmacopées malgaches, 350 pages, Imprimerie nationale de Madagascar (1963)
- Rapports d'activités officiels destinés au Gouvernement : de 1960 à 1974 : 10 tomes de 56 pages chacun
- Plus de 350 publications scientifiques dans diverses revues depuis 1933, en particulier de l'Académie des sciences de Paris
- Une centaine de conférences et de discours politiques et diplomatiques.